# Chlorogalum purpureum
Chlorogalum purpureum là một loài thực vật có hoa trong họ Măng tây. Loài này được Brandegee mô tả khoa học đầu tiên năm 1893.

## Hình ảnh

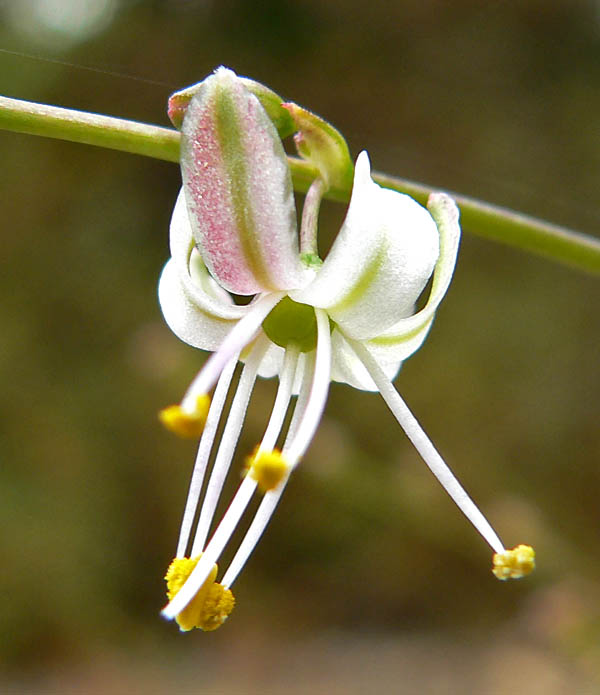